# Babka złota
Babka złota (Brachygobius xanthozonus) – gatunek ryby z rodziny babkowatych. Ryba hodowana w akwariach.

## Występowanie
Słono - słodka strefa przybrzeżna przy ujściach rzek wysp Indonezji (Borneo, Jawa, Sumatra). Przebywa w terenie pokrytym kryjówkami z korzeni, kamieni. 

## Opis
Ciało wrzecionowate, dorastające do ok. 4-4,5 cm. Barwa zmienna żółto-czarna, niekiedy w kolorze brunatnym z jasnymi pierścieniami. Posiada zrośnięte płetwy brzuszne tworzące przyssawkę ułatwiającą utrzymywanie się ryby przy dnie, na roślinach lub kamieniach.

## Dymorfizm płciowy
Samiec bardziej intensywnie ubarwiony.

## Warunki hodowlane
Wymaga środowiska o piaszczysto - skalistym dnie. Lubi przebywać w grupie po kilka sztuk w obrębie swojego gatunku. Z tego powodu 
nie powinno się jej trzymać w akwarium wielogatunkowym. Przy okresowej wymianie wody należy dodawać sól morską lub soli kuchennej w ilości dwóch łyżeczek na 10 l wody. 
| Zalecane warunki w akwarium | Zalecane warunki w akwarium |
| --------------------------- | --------------------------- |
| Zbiornik                    | min. 60 cm długości         |
| Temperatura wody            | 25 - 30 °C                  |
| Twardość wody               |                             |
| Skala pH                    |                             |
| pokarm                      | żywy                        |

## Rozmnażanie
Na czas rozmnażania należy temperaturę podnieść do ok. 30-35 °C. Na czas tarła ryby chowają się w upatrzonych wcześniej kryjówkach. Ikra w ilości do 300 ziaren przylepiana jest do ścian kryjówki. Wylęg rozpoczyna się już po 24 godzinach, po następnych 24 godzinach młode rozpoczynają samodzielnie pływać. W tym czasie opiekę nad narybkiem przejmuje samiec.